# Blackmore’s Night
Blackmore’s Night (Блэ́кморс Найт) — фолк-рок-группа, основанная в 1997 году бывшим гитаристом «Deep Purple» и «Rainbow» Ричи Блэкмором (акустические и электрические гитары, мандола, лютня и другие инструменты) и его будущей женой Кэндис Найт (вокал, духовые, перкуссия). Название группы может толковаться и как каламбур: «Найт Блэкмора»
Музыкальной основой и главным вдохновением музыкантов служит музыка эпохи Возрождения. Первые альбомы Blackmore’s Night были почти полностью акустическими и реконструировали эту музыку, но уже начиная с третьего альбома группа начала использовать в некоторых песнях электрогитары и постепенно увеличивать долю рок-музыки. Группа также часто исполняет кавер-версии песен различных исполнителей XX века, а также песни, написанные Блэкмором в составе Rainbow, аранжированные в стиле Blackmore’s Night.

## История
Британец Ричи Блэкмор и американка Кэндис Найт познакомились в 1989 году, когда гитарист вместе с коллегами по «Deep Purple» играл в футбол, а Кэндис Найт, работавшая в то время на нью-йоркской рок-радиостанции, попросила у него автограф. Между молодой певицей и знаменитым музыкантом завязался роман, а несколько позже они также начали сотрудничать на профессиональной основе.
Среди прочего, у них обнаруживается общий интерес к музыке эпохи Ренессанса. Сперва Кэндис выступила в роли бэк-вокалистки «Deep Purple». Вскоре, после выхода из Deep Purple, Блэкмор возрождает Rainbow, и записывает с ними один альбом Stranger In Us All (1995), на котором Кэндис была бэк-вокалисткой, а также являлась автором текстов четырёх песен.
В 1997 году Ричи и Кэндис объявили о новом проекте «Blackmore’s Night», в котором Кэндис естественным образом становится главной вокалисткой и автором текстов песен, а её возлюбленный часто оставляет свой «Fender Stratocaster» и превращается в средневекового менестреля. Группа базируется в городке Порт-Джефферсон на Лонг-Айленде (Нью-Йорк), где живут Блэкмор и Найт. Мать певицы Кэрол Линн Гросс (под псевдонимом Кэрол Стивенс) стала менеджером группы.
Первый же альбом — Shadow of the Moon — продемонстрировал всю прелесть музыки эпохи Возрождения, исполненной в современной обработке. Среди множества великолепных треков на Shadow of the Moon присутствовали «Greensleeves», а также тема Чайковского из «Лебединого озера». Работа получила немало восхищённых откликов, а наибольший успех пришёлся на Японию и Германию.
В 1998-м группа много гастролировала в Европе, давая костюмированные представления в замках, церквях и театрах, а на следующий год вернулась с великолепным альбомом «Under a Violet Moon». Если на дебютном альбоме в качестве гостя был привлечён лидер «Jethro Tull» Иэн Андерсон со своей флейтой, то здесь отметился басист «Strawbs» Джон Форд, спевший дуэтом с Кэндис «Wind In the Willows». Среди остального материала можно было найти обработку советской песни 30-х годов «Полюшко-поле» (музыка Льва Книппера, слова Виктора Гусева) (в песне «Gone with the wind»), композицию «Pastime with Good Company», написанную Генрихом Восьмым, а также взятую из репертуара «Rainbow» композицию «Self Portrait» и кавер Боба Дилана «The Times They Are A Changin'». В целом же Under a Violet Moon звучал бодрее медитативного предшественника, и эта тенденция сохранилась и на следующем альбоме коллектива, Fires at Midnight, где немалую роль сыграли электрогитары. Особо восхитительны на данном альбоме чарующая «I Still Remember» и заглавная «Fires at Midnight», в которой Блэкмор сыграл одно из лучших соло за свою карьеру. Следующим релизом от «Blackmore’s Night» стал двойной концертник Past Times With Good Company, изданный сначала в Японии, а позже в Европе и Северной Америке.
На следующем студийном альбоме Ghost of a Rose присутствуют классический номер Джоан Баэз «Diamonds & Rust» и композиция «Rainbow Blues», позаимствованная у «Jethro Tull». Первая композиция альбома «Way to Mandalay» — представляет собой эффектную фолк-рок песню с частыми для Блэкмора восточными мелодическими ходами. Заводная «Cartouche» тоже имеет влияние восточного фолка. Следующая за ней «Queen For a Day» выполнена в очень красивом идиллически-пасторальном стиле, также как и заглавная «Ghost of a Rose». Музыка для двух композиций из альбома — «3 Black Crows» и «Ivory Tower» — написана Кэндис Найт. Песня «Where Are We Going From Here» содержит лирический философский экзистенциалистский текст.
Следующие два года ансамбль провёл в разъездах, посетив, помимо традиционных европейских территорий, Россию, Турцию, Украину и США. Концертный DVD «Castles and Dreams», вышедший в мае 2005 года, занявший высокие чартовые позиции в странах Старого Света.
В 2006 году в продажу поступил диск The Village Lanterne, чрезвычайно порадовавший старых фанатов Блэкмора. Во-первых, в пару к «Mond Tanz» была поставлена классика «Deep Purple» «Child in Time», во-вторых, гитарист также вернулся во времена «Rainbow» с песней «Street of Dreams», ну а в-третьих, в качестве бонуса данную композицию вместе с Кэндис исполнил Джо Линн Тёрнер. Под занавес 2006 года «Blackmore’s Night» решили поддержать модную на Западе традицию выпускать рождественские альбомы и выпустили сборник соответствующих мелодий Winter Carols, долгое время бывшую в чартах «Billboard».
В конце 2007-го в продажу поступил концертный альбом Paris Moon, а летом 2008-м вышла седьмая студийная работа — Secret Voyage, в интерпретации Ричи и Кэндис означающая музыкальное путешествие сквозь пространство и время. И действительно, помимо средневековых мелодий на диске присутствовали русская народная «Виновата ли я» («Toast to Tomorrow»), кавер «Rainbow» («Rainbow Eyes») и песня из репертуара Элвиса Пресли «Can’t Help Falling in Love».

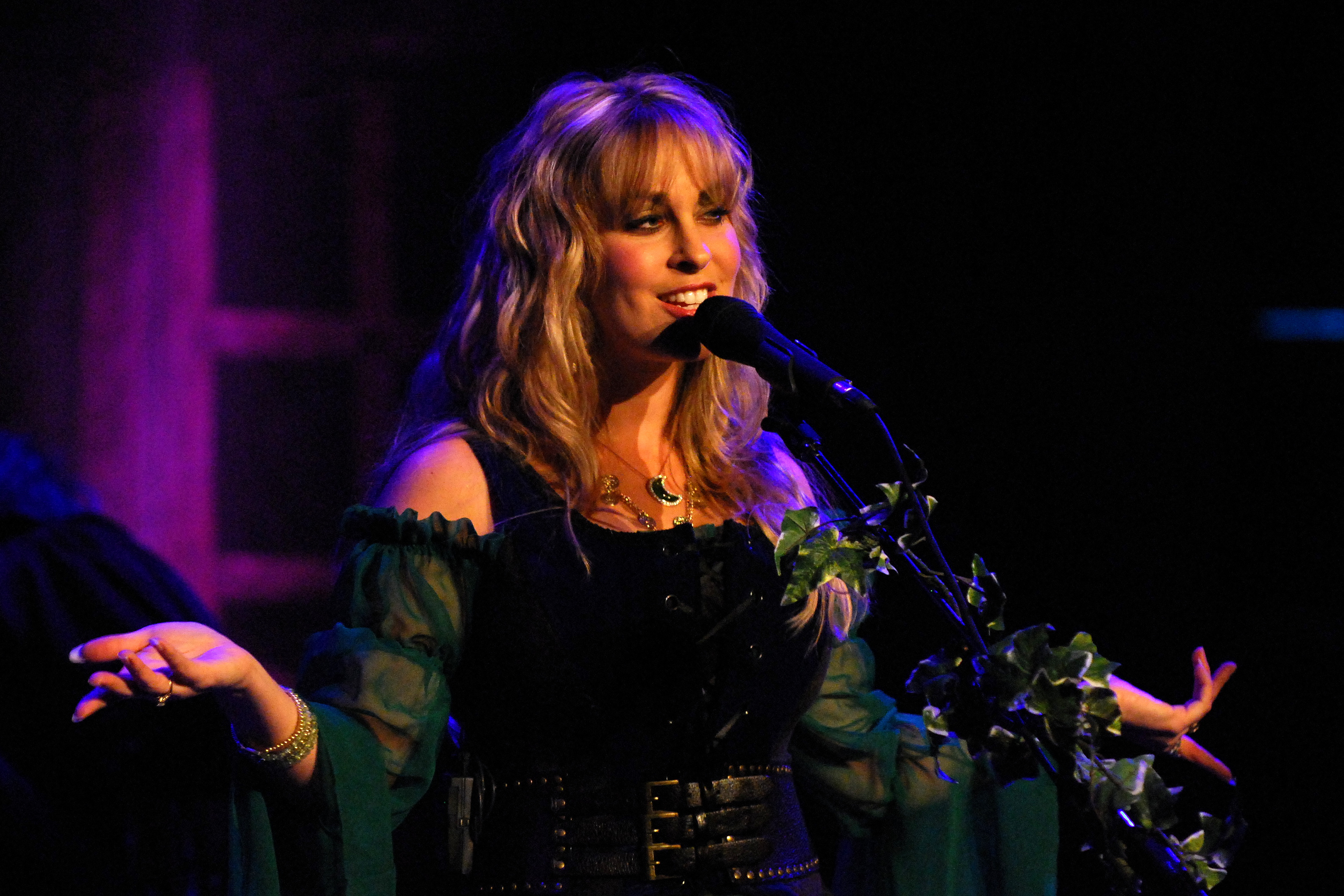
House of Blues, Чикаго, 2009 год

Музыканты используют инструменты и сценические костюмы эпохи Ренессанса. Музыка этой эпохи оказала основное влияние на творчество группы, но всё же в песнях присутствуют и значительные элементы рок-музыки. Средневековый фолк-рок сочетается с изысканным хард-роком. Иногда Ричи Блэкмор меняет исторические акустические струнные инструменты на электрогитару, на концертных выступлениях звучат песни Deep Purple или Rainbow (как правило, «Black Night», «Ariel», «Soldier of Fortune» и фрагменты из прочих композиций). От чисто акустического, «менестрельского» звучания первых альбомов группа со временем перешла к более ритмичному и стала активнее использовать электрогитары и ударные инструменты в последних альбомах.
В октябре 2008 года Ричи Блэкмор и Кэндис Найт поженились и с тех пор живут в браке.
Все записи группы осуществлены в собственной домашней студии Ричи и Кэндис в Маунт-Синае на Лонг-Айленде.

## Состав

### Участники
- Ричи Блэкмор — гитары, мандолина, домра, колёсная лира
- Кэндис Найт — вокал, чантер[англ.], корнамуз[англ.], шалмей, раушпфайф, бубен

### Дополнительные музыканты
- Bard David of Larchmont (Давид Барановски) — клавишные, бэк-вокал (май 2003 — наши дни)
- Earl Grey of Chimay (Майк Клементе) — бас-гитара, мандолина, ритм-гитара (февраль 2008 — наши дни)
- Troubadour of Aberdeen (Дэвид Кейт) — ударные, перкуссия (2012 — наши дни)
- Scarlet Fiddler (Клэр Смит) — скрипка (2012 — наши дни)
- Lady Lynn (Кристина Линн Склерос) — гармонический вокал, шалмей, флейта, блокфлейта (2014 — наши дни)

## Дискография
Альбомы:
- Shadow of the Moon (1997)
- Under a Violet Moon (1999)
- Fires at Midnight (2001)
- Ghost of a Rose (2003)
- The Village Lanterne (2006)
- Winter Carols (2006)
- Secret Voyage (2008)
- Autumn Sky (2010)
- Dancer and the Moon (2013)
- All Our Yesterdays (2015)
- Nature's Light (2021)

Миньоны:
- Here We Come A-Caroling (2020)

Концертные записи:
- Past Times with Good Company (2003)
- Paris Moon (2007)

Сборники:
- Beyond the Sunset: The Romantic Collection (2004)
- «To the Moon and Back - 20 Years and Beyond» (2017)

Видео DVDs:
- Castles and Dreams (2005)
- Paris Moon (2007)
- A Knight in York (2012)

Видео VHS:
- Shadow Of The Moon (Interview + Videos)(Japan) (1997)
- Shadow Of The Moon Live In Germany (1998)
- Under A Violet Moon Tour Live In Germany (2000)

Синглы:
- Shadow of The Moon (1997)
- No Second Chance (1997)
- Wish you Were Here (песня принадлежит Rednex (1995)) (1997)
- All Because Of You (2001)
- The Times They Are A Changin' (2001)
- Home Again (2002)
- Way To Mandalay (2003)
- All Because Of You (Remixes) (2004)
- Christmas Eve (2004)
- Christmas Eve (2 track single) (2004)
- I`ll Be There (Just Call My Name) (2005)
- Olde Mill Inn (2005)
- Olde Mill Inn (German Version) (2006)
- Streets Of London (2006)
- Hark the Herald Angels Sing (2006)
- Can't Help Falling In Love (2008)

Бутлеги:
- Blackmore's Kingdom (1998) — пиратский сборник, включает в себя инструментальные композиции Blackmore’s Night, Грега Джоя и Стива Тильстона